# Picola United Football Club
Picola United Football Club, biệt danh Blues, là một câu lạc bộ bóng bầu dục Úc thi đấu ở Picola & District Football League, có trụ sở ở thị trấn nhỏ Picola của Victoria.
Câu lạc bộ được thành lập nhờ sự hợp nhất của Picola Football Club và Yalca North Football Club.

## Chức vô địch

### Picola Football Club
| Giải đấu                               | Tổng số cờ | Năm vô địch                                    |
| -------------------------------------- | ---------- | ---------------------------------------------- |
| Picola & District Football Association | 2          | 1906, 1907                                     |
| Western & Moira Football Association   | 2          | 1908, 1914                                     |
| Picola & District Football League      | 8          | 1935, 1949, 1952, 1954, 1955, 1956, 1962, 1967 |

### Yalca North Football Club
| Giải đấu                          | Tổng số cờ | Năm vô địch |
| --------------------------------- | ---------- | ----------- |
| Picola & District Football League | 1          | 1939        |

### Picola United Football Club
| Giải đấu                          | Tổng số cờ | Năm vô địch |
| --------------------------------- | ---------- | ----------- |
| Picola & District Football League | 1          | 2016        |